# Aulacodes siennata
Aulacodes siennata là một loài bướm đêm trong họ Crambidae.